# Kościół św. Jakuba w Sandomierzu
Kościół św. Jakuba Apostoła w Sandomierzu, Klasztor oo. dominikanów (konwent Świętego Jakuba), Sanktuarium Błogosławionego Sadoka i 48 Towarzyszy Męczenników oraz Sanktuarium Matki Bożej Różańcowej – późnoromański/wczesnogotycki rzymskokatolicki kościół ceglany z XIII wieku, prawdopodobnie zbudowany razem z budynkami klasztornymi w 1236 roku.
Decyzją Iwona Odrowąża, biskupa krakowskiego od 1226 roku – jak podaje Jan Długosz w Liber beneficiorum – kościół jest siedzibą konwentu dominikańskiego. Notatka Bernarda Guiego sugeruje, że zakonnicy wprowadzili się do niego rok później. Sandomierski klasztor jest drugim po krakowskim konwencie Świętej Trójcy klasztorem dominikańskim w Polsce i jednym z najstarszych klasztorów dominikańskich w Europie (założony 10 lat po zatwierdzeniu reguły zakonnej). Wykonaniem fundacji konwentu zajmował się bratanek biskupa św. Jacek Odrowąż. Zakonnicy dobudowali budynki klasztorne przylegające do kościoła oraz zajęli się budową nowego ceglanego kościoła. Ukończenie budowy klasztoru nastąpiło w 1241 roku. Pierwsze zniszczenie kościoła to mongolski najazd z roku 1260. W tym roku wymordowano wszystkich 49 dominikanów-rezydentów konwentu.
Współczesna XIII-wieczna świątynia stoi na miejscu jeszcze starszego kościoła. Według Kadłubka kościół św. Jakuba został ufundowany przed 1211 rokiem przez piastowską księżniczkę Adelajdę Kazimierzównę, córkę Kazimierza II Sprawiedliwego, księcia krakowskiego. Fundatorka po swojej śmierci 8 grudnia 1211 została w nim pochowana.
Obecnie pogląd ten jest negowany i coraz częściej uważa się, że wspomniana Adelajda Kazimierzówna to żyjąca prawie 100 lat później córka Kazimierza I Kujawskiego. Badania z lat 90. XX wieku wskazują, że pierwotna świątynia mogła być jeszcze starsza niż wspomniana w kadłubkowej kronice.
Obecnie dominikański kościół należy do rzymskokatolickiej parafii Nawrócenia św. Pawła i ma status kościoła rektoralnego. Kościół ma trzy dni odpustowe (25 lipca – św. Jakuba, 17 sierpnia – św. Jacka, 7 października – Matki Bożej Różańcowej). Główne uroczystości kościelne związane są też ze świętem 2 czerwca – Męczenników Sandomierskich.

## Położenie
Klasztor leży na wzniesieniu, które nazywane jest Wzgórzem Świętojakubowym (Jakubowym) lub Wzgórzem Staromiejskim, w niedalekiej odległości znajdują się Wzgórze Pawłowe (od kościoła pw. Nawrócenia św. Pawła), Wzgórze Salve Regina oraz Wąwóz Świętej Królowej Jadwigi. Pierwotnie to wokół Wzgórza skupiało się życie miasta i tam też było jego historyczne centrum. W sąsiedztwie klasztoru, na miejscu obecnego Domu Księży Emerytów Diecezji Sandomierskiej znajdowało się rozległe cmentarzysko (znane z przynajmniej kilku przypadków pochówków antywampirycznych). Przez Wzgórza Staromiejskie przebiegał jeden z głównych szlaków handlowych Polski w stronę Zawichostu i na Ruś oraz w drugim kierunku, na Koprzywnicę, Klimontów i Kraków. Współczesne odzwierciedlenie tych szlaków to Małopolska Droga św. Jakuba.
W wyniku najazdu tatarskiego Sandomierz został zniszczony, a odbudowa grodu w 1289 roku lokalizację miasta usytuowała bliżej skarpy wiślanej. Współczesne Stare Miasto Sandomierza nie jest więc jego najstarszą częścią. Rynek Starego Miasta jest typowym przykładem zabudowy renesansowej. Ta zawiłość doprowadza do sytuacji, w której Wzgórze Jakubowe określane jest potocznie jako Stare Stare Miasto, a Rynek Starego Miasta jako Nowe Stare Miasto. Świątynia położona jest przy ulicy Staromiejskiej 3.

## Historia

### Pierwsza świątynia

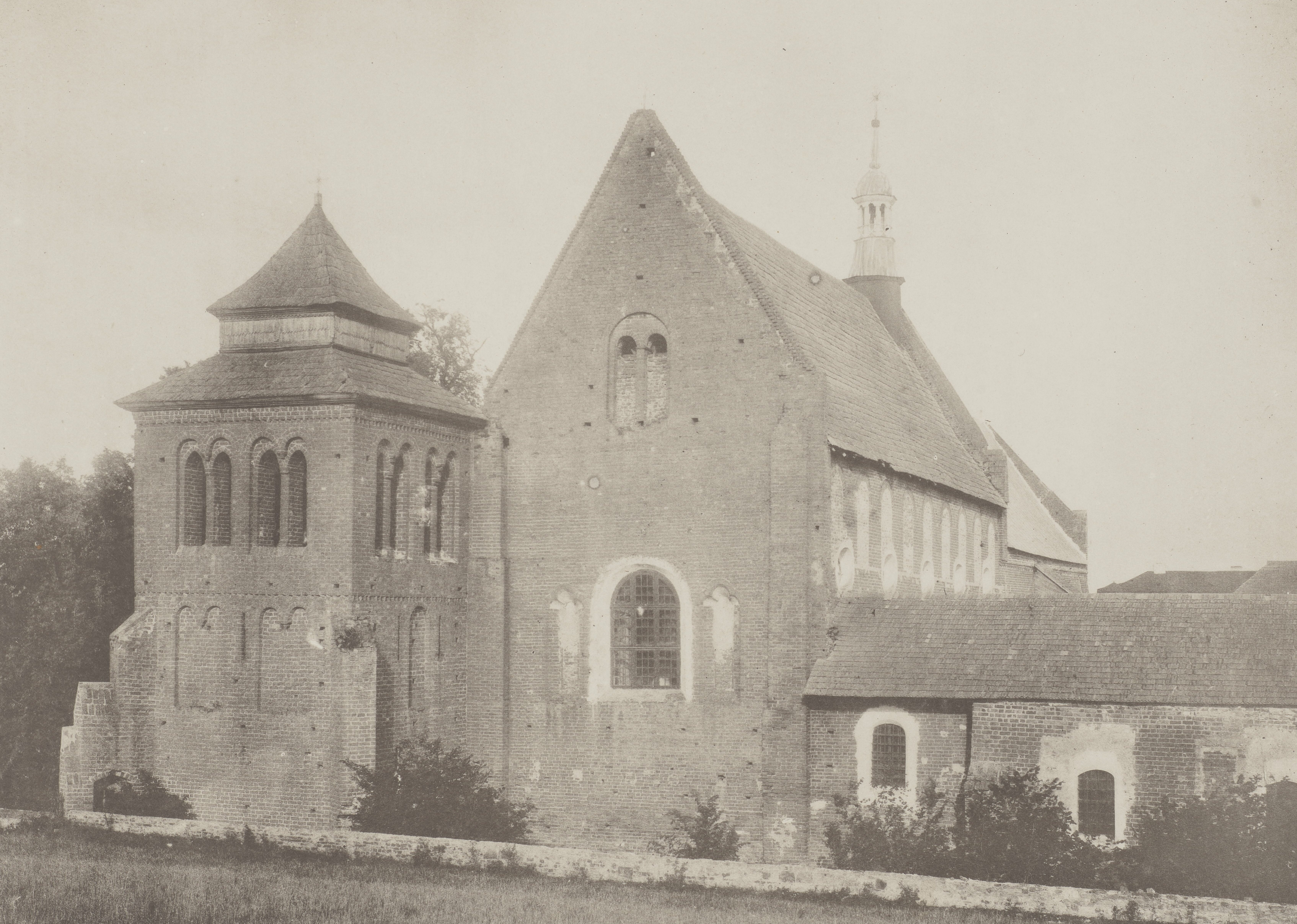
Wygląd kościoła przed 1900

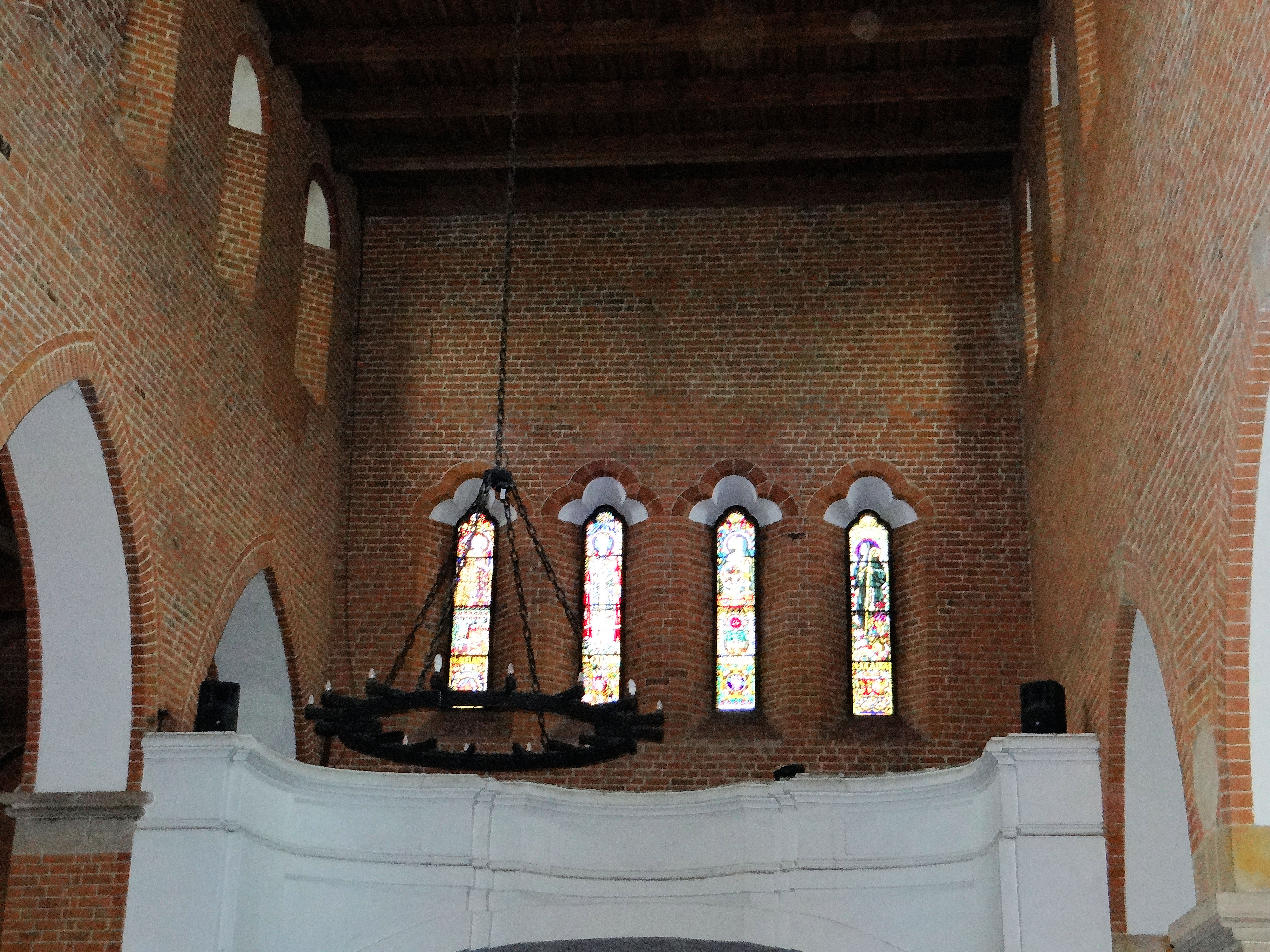
Widok w stronę chóru

Współczesny kościół św. Jakuba stoi na miejscu jeszcze wcześniejszej świątyni. W związku z tym, iż brak źródeł pisanych na ten temat, istnieje domniemanie, że drewniana kaplica mogła powstać w czasach chrystianizacji Polski (pewne jest, że po 966 roku w Sandomierzu powstały murowane kościoły św. Jana i św Mikołaja, brak źródeł na istnienie w tym czasie murowanej świątyni jakubowej). Świątynia z całą pewnością związana była ze szlakami św. Jakuba, gdyż na odcinku Sandomierz-Kraków znajduje się w linii prostej 7 kościołów pw. św. Jakuba w odległości co ok. 30 km (największe nasilenie pielgrzymkowego ruchu w ramach Camino de Santiago datuje się na XI–XIV wiek). Płyty nagrobne sugerowałyby związek kościoła z wyprawami krzyżowymi (przeciw Prusom, do Ziemi Świętej lub być może nawet do walk w obronie Grobu św. Jakuba w Santiago de Compostela). Kościół mógł też powstać jako votum dziękczynne po powrocie księcia Henryka Sandomierskiego z Ziemi Świętej, czyli między 1155 (powrót z Palestyny) a 1166 rokiem (śmierć). Wiadomo, że Wzgórze Staromiejskie było terenem wczesnego osadnictwa i istniał tam stary cmentarz, a w tamtym okresie cmentarze ściśle związane były z kościołami, a więc być może istniał tam jeszcze starszy drewniany kościół.
Fragmenty pierwszej kamiennej świątyni odkryto podczas prac renowacyjnych w 1990 roku. Świątynia ta była kamienna, jednonawowa, nie większa niż obecny kościół. Pozostałościami tamtej świątyni są: głowa lwa portalowego, płyty nagrobne z rytem miecza (z piaskowca kunowskiego), fragmenty kolumn.

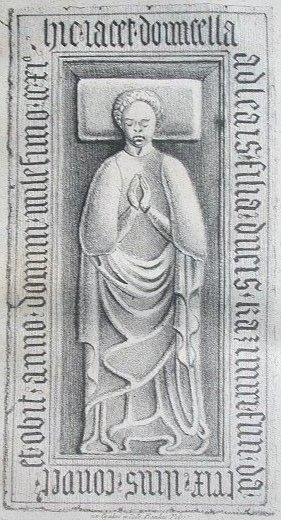
Nagrobek księżnej Adelajdy

Należy podkreślić, że fundatorka świątyni – Adelajda Kazimierzówna – zmarła w 1211 roku, a działalność Dominika Guzmana wprawdzie została zaakceptowana przez papieża Innocentego III, to jednak oficjalna bulla papieska Honoriusza III zatwierdzająca Zakon Kaznodziejski została wydana 22 grudnia 1216 roku. Księżna Adelajda nie mogła więc podjąć tej decyzji o sprowadzeniu Zakonu Kaznodziejskiego, który jeszcze nie istniał. W zamierzeniu kościół św. Jakuba mógł być dedykowany cystersom.
Jedna z hipotez zakłada, że Adelajda Kazimierzówna z kamiennej płyty nagrobnej to nosząca to imię córka księcia kujawsko-łęczyckiego Kazimierza I, dominikanka, zmarła w (prawdopodobnie) 1291 roku. Mogła ona podnieść z ruiny zniszczone po najeździe tatarskim kościół i klasztor. Wyryte na tablicy nagrobnej słowa: ...fundatrix iliu conven..., świadczyłyby o tym, że ufundowała ona jakąś dobudowaną część klasztoru lub kościoła. Całość inskrypcji to: hic iacet domicella adelais filia ducis kazimiri fundatrix ilius conve[n]t[i] et obi[i]t anno mil[l]esimo CCXIo („tu spoczywa panna Adelajda córka księcia Kazimierza fundatorka tego konwentu i zmarła roku tysięcznego 211go”).
Adelajda (zmarła w 1211 roku) była znana z troski i opieki nad sandomierskimi kościołami, co byłoby argumentem przemawiającym za jej fundacją kościoła, jednak badania z lat 90. XX wieku wskazują, że świątynia ta jest znacznie starsza niż początek XIII wieku. Pełne zrozumienie i jasność historii tego kościoła zmącone są brakiem pisanych źródeł historycznych, błędami Kroniki Wincentego Kadłubka (choćby niemożność fundacji kościoła zakonowi, który nie istniał w momencie śmierci fundatorki) oraz licznymi najazdami tatarskimi i litewskimi (grabieże, pożary, wymordowanie ludności – zanik pamięci zbiorowej i tradycji ustnej, wielki pożar z 2. połowy XIII wieku, popadnięcie kościoła w ruinę po usunięciu dominikanów). Bezsprzecznym faktem pozostaje jedynie stwierdzenie, że chrześcijański kościół na Wzgórzu Staromiejskim istniał na długo przed powstaniem ceglanej świątyni, którą można dziś oglądać.

### Obecna świątynia

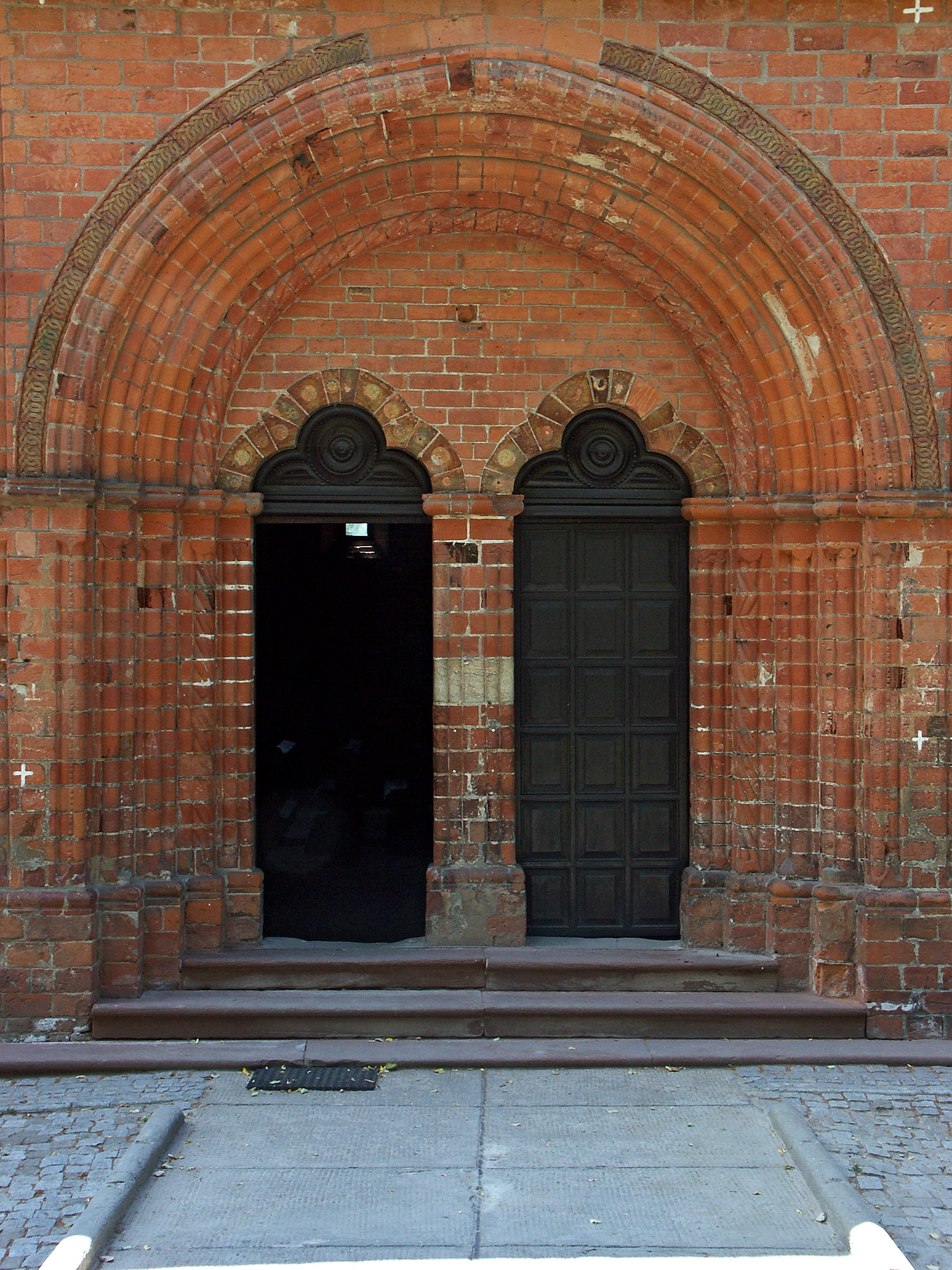
Portal kościoła św. Jakuba

Sugerowana kolejność powstania obecnej świątyni podzielona jest na trzy etapy:
1. 1226 (1227)–1236 budowa prezbiterium i zakrystii,
2. po 1236, a przed 1253 – korpus nawowy,
3. uzupełnienia u schyłku XIII wieku.

Pierwszy gruntowny remont świątynia przeszła w 1399 roku po finansowym wsparciu królowej Jadwigi Andegaweńskiej, która często odwiedzała ten kościół. Na początku XIV w. dobudowano do zachodniej ściany świątyni wczesnogotycką dzwonnicę, murowaną z cegły, w układzie polskim, w której znajdują się dzwony z 1314 oraz 1389. Na początku XVII wieku dodano barokowe elementy (szczególnie w kaplicach bocznych – Męczenników Sandomierskich, św. Walentego – obecnie kaplica Matki Bożej Różańcowej). W charakterystycznym długim prezbiterium (które musiało pomieścić wszystkich braci zakonnych) znajduje się sarkofag fundatorki – księżnej Adelajdy. Wykonany został w 1676 roku z jednego kloca drzewa dębowego, w środku znajduje się mosiężna trumienka ze szczątkami księżnej. Fundacji trumienki dokonał ks. Melchior Buliński. W ściany naw wmurowano epitafia – najstarsza Jana Ostroroga z 1427 roku z herbem Nałęcz i gotyckim, łacińskim napisem, Rafała Granowskiego w rycerskiej zbroi.
Kościół zachował się w obecnej formie mimo licznych wojen (najazdy mongolskie, najazdy litewskie, potop szwedzki, wojny polsko-rosyjskie, wojna północna, powstanie styczniowe, I wojna światowa, kiedy to Sandomierz był miastem granicznym Rosji z Austro-Węgrami, II wojna światowa, kiedy to w 1944 roku linia frontu przebiegała na Wiśle). Kilka razy ocierał się o ruinę, ale dzięki staraniom dominikanów, a później władz Sandomierza, nie podzielił losu najstarszych kościołów św. Jana, św. Mikołaja, św. Marii Magdaleny, św. Piotra, które nie przetrwały do naszych czasów i w XIX wieku zostały rozebrane. Większość kościołów w wiekach późniejszych przechodziła zmianę wyglądu i stąd nabierała cech różnych epok, tak sandomierski kościół jakubowy dzięki re-romanizacji z początku XX wieku pozostaje w surowej, ascetycznej oprawie średniowiecza. Niemniej w świątyni znajdują się pojedyncze przykłady sztuki renesansowej, barokowej (rokokowej), secesyjnej.

## Architektura i wyposażenie

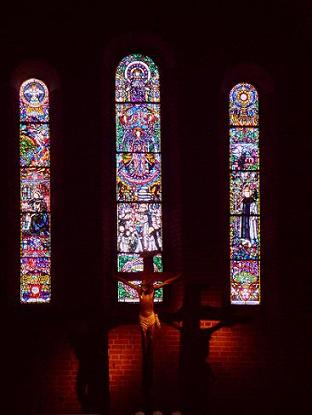
Prezbiterium z XX-wiecznymi witrażami

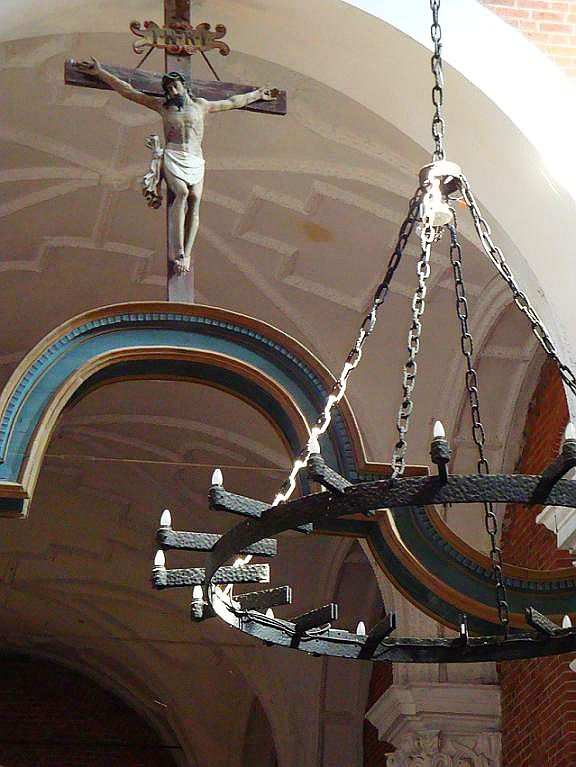
Krucyfiks z 2 poł. XVIII w. i żyrandol i z 2 poł. XX wieku

Jest to jeden z najstarszych kościołów w całości wzniesionych z cegły na terenie Polski. Cegła została ułożona w układzie wendyjskim. Jest przykładem połączenia architektury romańskiej i gotyckiej, stanowi unikatową formę przejściową pomiędzy tymi dwiema epokami, stąd znacznie bardziej poprawne jest określenie kościoła św. Jakuba w Sandomierzu jako przykład sztuki romańsko-gotyckiej.
Kościół jest orientowany, zbudowany na planie trójnawowej bazyliki bez transeptu, z wydłużonym prezbiterium. Dwudzielny portal i okna są zakończone półkoliście; okna są stosunkowo wąskie, co stanowi o ich romańskim charakterze. Gotyckie elementy to sklepienia krzyżowo-żebrowe i wydłużone okna. Kościół kryty jest stropem drewnianym. Kościół i klasztor mają charakter budowli obronnej.
Jednymi z najnowszych elementów są witraże powstałe na początku XX wieku, wkomponowujące się jednak w surowość ceglanego kościoła. Są one wynikiem przeprowadzonych prac remontowych z lat 1905–1915, będących koniecznością po pożarze z 1905 roku. Projektantem przebudowy był Jarosław Wojciechowski. Przywrócono wówczas romańskie okna, jednak czyszcząc drucianą szczotką portal z farby olejnej usunięto z niego oryginalne glazurowane cegły, skuto także wszystkie tynki wraz z gotyckimi polichromiami. Nieliczne pozostałości wczesnogotyckiej polichromii zachowały się w zakrystii. Kolejne prace restauracyjne prowadzono w latach 90. XX wieku i miały one na celu zabezpieczenie ścian kościoła.
Współczesny ołtarz oraz żyrandole zaprojektował Wiktor Zin. W prezbiterium główne, kaplicę św. Jacka i chór wkomponowano witraże zaprojektowane przez Karola Frycza. W prezbiterium znajdują się portrety (m.in.: Wizja św. Jacka, Tomasza z Akwinu, Marii Magdaleny, Urszuli, Katarzyny Aleksandryjskiej). Na ścianie południowej znajduje się obraz patrona – św. Jakuba Apostoła. Z tyłu znajdują się dwie figury dominikanów (Jacka i Czesława).

### Kaplica św. Jacka
W tylnej części znajduje się kaplica św. Jacka z XVII wieku, która według tradycji stoi w miejscu jego średniowiecznej celi, gdy przebywał w Sandomierzu, w zburzonych dziś pomieszczeniach klasztornych. Centralną część stanowi obraz św. Jacka z rokokowymi ramami. Odgrodzona jest XVII-wieczną kutą kratą. Kaplica obecnie wykorzystywana jako miejsce sprawowania sakramentu spowiedzi. We wnętrzu znajdują się barokowe i współczesne konfesjonały.

### Sanktuarium Bł. Sadoka i Towarzyszy

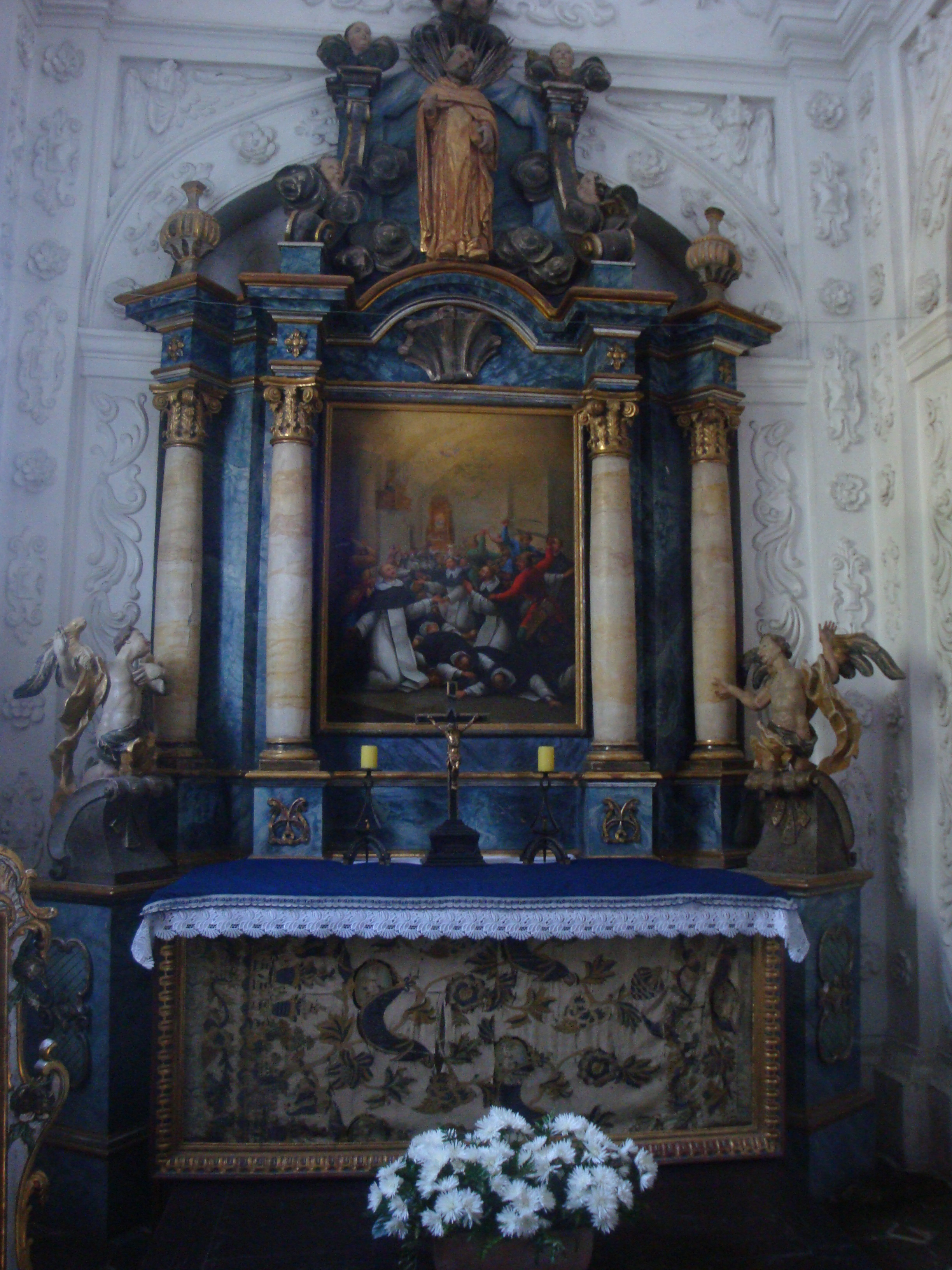
Renesansowo-barokowa Kaplica bł. Sadoka i Towarzyszy

Boczna kaplica Męczenników Dominikańskich została zbudowana w latach 1603–1606 w stylu późnorenesansowym (wzorowana jest na wawelskiej kaplicy zygmuntowskiej), z fundacji generała artylerii Zygmunta III Wazy Teofila Szembeka z Reichenbachu. Znajduje się w niej rokokowy ołtarz z 1642 roku męczeństwa Braci Dominikanów. Centralną częścią ołtarza jest malowidło autorstwa Karola de Prevota, którego obrazy znajdują się w katedrze, zatytułowane Pana Jaskulskiego Malarza. Przedstawia ono dominikanów z palmami w dłoniach. Z boku kaplicy malowidło przedstawiające najazd kozacko-siedmiogrodzki oraz kamienna (piaskowcowa) tablica nagrobna fundatorki świątyni przeniesiona tu w 1871 roku przez ks. Melchiora Bulińskiego. Wejście do kaplicy zamknięte jest ufundowaną przez tego księdza kutą, niską kratą.

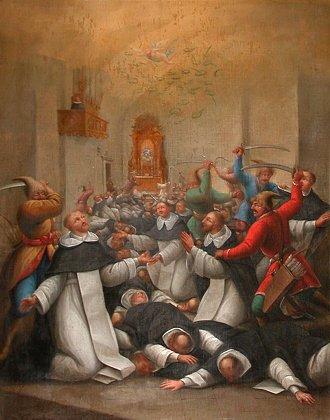
Scena zamordowania braci dominikanów

Kaplica upamiętnia wydarzenia z 1259 lub 1260 roku (zależy od źródła), z czasu II najazdu mongolskiego na Polskę, kiedy to konwent został zaatakowany przez wojska mongolsko-tatarskie. Męczeńską śmierć – według tradycji 2 lutego 1260 roku – ponieśli przeor klasztoru Sadok, współbracia w liczbie 48 oraz liczni sandomierzanie, którzy schronili się w kościele (inna data zima 1259 roku). Od tamtych wydarzeń, kościół stał się miejscem kultu zamordowanych braci dominikanów.
W trakcie badań archeologicznych, w 1959 roku prof. Leszek Sarama, przeprowadzając na terenie klasztoru św. Jakuba wykopaliska i badania antropologiczne, znalazł wspólną mogiłę, a w niej około 330 szkieletów osób różnych wieku i płci. Znaleziono również klamry od pasów, co by wskazywało na szkielety zakonników, których pochowano zapewne we wspólnej mogile. Na terenie przyklasztornym (na dawnym dziedzińcu) znaleziono liczne kości ludzkie będące prawdopodobnie pamiątką tamtych krwawych wydarzeń – „ślady odcięcia potylicy, liczne nacięcia czaszek mieczem, ślady nacięć na kościach, ślady po uderzeniu grotami lub wprost tkwiące groty w kręgach” (relacja księdza Stanisława Makarewicza będącego przy odkopaniu szczątków). W północnej nawie znajdowała się gablota ze szczątkami kostnymi pomordowanych zakonników, grotami strzał wydobytymi podczas prac archeologicznych na terenie klasztornych krużganków. W 2003 roku szczątki zostały przeniesione do kaplicy Męczenników, gdyż, jak podkreślano, „są to relikwie, a nie atrakcja turystyczna”.
Tradycja upatruje cudownych ocaleń kościoła z licznych wojen we wstawiennictwie Męczenników Sandomierskich. O sandomierskiej masakrze wspominają w swoich dziełach zarówno Jan Długosz, jak i żyjący w latach 1567–1637 dominikański historyk i teolog, Abraham Bzowski. Na pamiątkę Męczenników polscy dominikanie mogą nosić czerwone pasy.
Nieoficjalny tytuł 50. męczennika należy do Augustyna Rogali – dominikanina zamordowanego przez wojska Rakoczego w czasie potopu szwedzkiego 6 kwietnia 1657 (lub w 1656 r. – inne źródła). Żołnierze, w opuszczonym przez niemal wszystkich zakonników klasztorze, szukali cennych wotów i naczyń liturgicznych, a wściekłość z powodu bezowocnych poszukiwań wyładowali na bezbronnym, przykutym do łóżka, starym Augustynie Rogali.

### Sanktuarium Matki Bożej Różańcowej

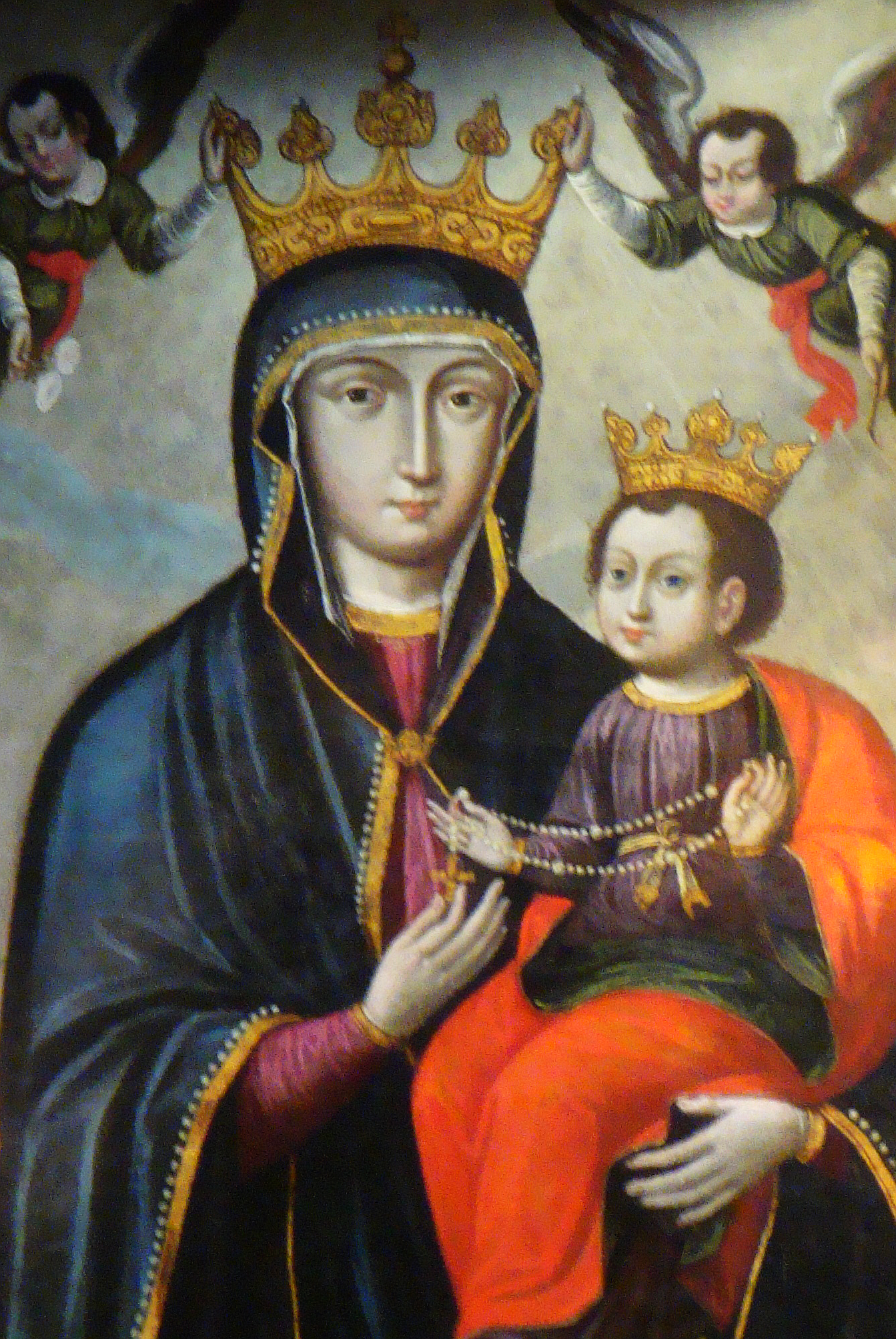
Matka Boża Różańcowa

Zakon dominikański znany jest ze szczególnego kultu do Matki Bożej i nabożeństwa różańcowego. Również i w tym kościele czczony jest wizerunek Maryji z Dzieciątkiem Jezus, nazwany Matką Bożą Różańcową. Z tym maryjnym kultem związane było działające od 1597 roku Sandomierskie Bractwo Różańcowe. Obraz pochodzi z pierwszej połowy XVII wieku. Wzorowany jest na częstochowskim wizerunku Czarnej Madonny. Przeniesiony został tu z nieistniejącego drugiego sandomierskiego kościoła dominikanów – Marii Magdaleny. Otoczona jest ona licznymi różańcami pozostawionymi przez mieszkańców miasta.
Kaplica zbudowana została w XVII wieku w stylu wczesnobarokowym i początkowo poświęcona była św. Walentemu, a ze względu na fundatorów nazywana Kaplicą Roszkowskich. Obecnie kaplica ta jest także wykorzystywana jako kaplica Najświętszego Sakramentu z tabernakulum. Współczesny wygląd kaplicy nabrał cech secesyjnych za sprawą Karola Frycza. Wejście do kaplicy jest zazwyczaj zamknięte ozdobną, kutą kratą z 1910 roku autorstwa W. Wierzchowskiego. Nad wejściem do kaplicy znajdują się herby m.in.: Sandomierza, województwa sandomierskiego, Polski, Roszkowskich. Witraże w kaplicy nawiązują do kultu maryjnego w Polsce (m.in.: Matki Bożej Częstochowskiej – Królowej Polski, fragment Bogurodzicy) wykonane zostały w pracowni witraży Stanisława Gabriela Żeleńskiego. Malowidła przedstawiają aniołów z kadzielnicami oraz motywy roślinne. Dekoracja kaplicy wykonana została w latach 1907–1910.
W 1673 roku z tyłu kaplicy znaleziono dwie niewiadomego pochodzenia zamurowane w ścianie czaszki ludzkie.
W kościele znajduje się inny obraz Matki Bożej Różańcowej – nazywany Adoracja Matki Bożej Różańcowej przez Wszystkie Stany Kościoła. Ukoronowana przez aniołów Matka Boża z Dzieciątkiem trzyma różaniec a otoczona jest: św. Dominikiem, św. Katarzyną ze Sieny, św. Różą z Limy, papieżem Klemensem VIII, królem Zygmuntem III Wazą, jego żoną Anną Austriaczką, kardynałem Jerzy Radziwiłłem, hetmanem Janem Zamoyskim i cesarzem Rudolfem II.
Trzeci obraz Matki Bożej Różańcowej znajduje się w kaplicy Męczenników Sandomierskich, który wedle tradycji należał do św. Jacka, jednak badania wskazują na początki XVII wieku.

### Ołtarz św. Zyty
W nawie północnej umieszczono późnorenesansowy ołtarz św. Zyty. Pierwotnym miejscem ołtarza była kaplica św. Walentego, jemu też poświęcony był ten ołtarz. W 1910 roku umieszczono w nim obraz św. Zyty rozdającej jałmużnę, autorstwa Karola Frycza, ufundowany przez Stowarzyszenia Panien Służebnych.

### Witraże

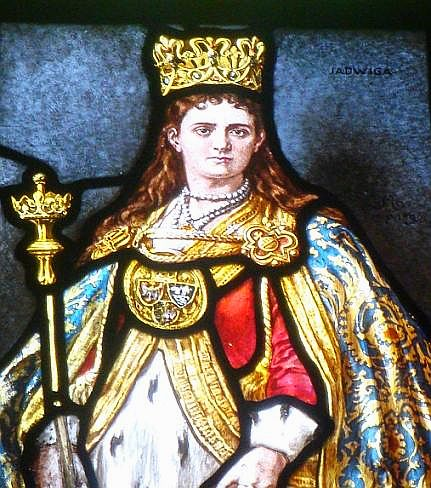
Witraż św. Jadwigi w tylnej części kościoła

Wkomponowane w świątynię witraże przedstawiają głównie średniowiecznych świętych. Autorem projektów witraży jest Karol Frycz, a wykonane one były przez krakowską pracownię Stanisława Gabriela Żeleńskiego.
W prezbiterium witraże przedstawiają bł. Wincentego Kadłubka i św. Jacka Odrowąża, Męczenników Sandomierskich u bram niebios, Chrystusa na tronie i Archanioła Michała. Karol Frycz przy projektowaniu witraży pomylił zakonne habity – św. Jacek jest w habicie cysterskim, natomiast bł. Wincenty Kadłubek odziany jest w habit dominikański.
W tylnej ścianie, nad chórem, umieszczono witraże z przedstawieniami Adelajdy i trzech klarysek: św. Kingi – żony księcia krakowskiego i sandomierskiego Bolesława Wstydliwego, jego siostry Salomei i bł. Jolanty – żony księcia wielkopolskiego Bolesława Pobożnego, siostry Kingi. Od strony kaplicy św. Jacka znajduje się witraż św. Królowej Jadwigi. Wzorem był obraz Jana Matejki, do którego pozowała jego żona – Teodora z Giebułtowskich.
Witraże w kaplicy Matki Bożej Różańcowej nawiązują do kultu Maryi na ziemiach polskich. W kaplicy św. Jacka witraże wykonane zostały przez braci dominikanów w XXI wieku.

### Dzwonnica

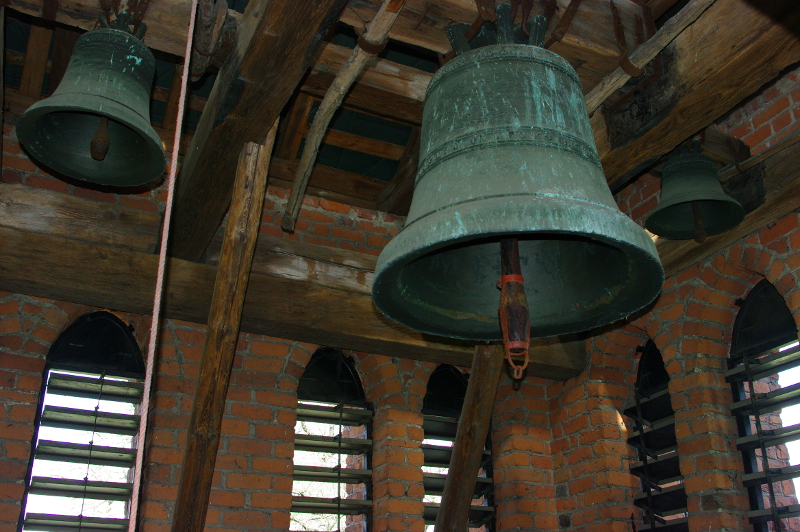
Dzwony na wieży kościoła św. Jakuba w Sandomierzu

Na przedłużeniu nawy północnej, w jej zachodnim końcu, znajduje się dzwonnica. Została zbudowana w III ćwierci XIII wieku, z cegły, murowanej w układzie polskim. Mury dzwonnicy podparte są uskokowymi szkarpami. Ciekawym rozwiązaniem jest szkarpa północno-zachodnia, posiadająca arkadowe przejście, umożliwiające niegdyś komunikację z zachodnim skrzydłem klasztoru (dziś już nieistniejącym). W górnej kondygnacji dzwonnicy zawieszone są trzy dzwony. Dwa spośród nich należą do grupy najstarszych datowanych dzwonów Polski oraz Europy:
- Dzwon „Piotr” z 1314 roku.
- Dzwon zwany Janem (od imienia fundatora) z 1389 roku.
- Dzwon z podobizną Najświętszej Maryi Panny, odlany w ludwisarni Johanna Gottlieba Anthony’ego w Gdańsku w 1758 roku.

## Legendy sandomierskie
Z kościołem Jakubowym związane są liczne legendy. Do najsłynniejszych należą podania o Wzgórzu Salve Regina i klasztornym byku oraz o Jackowych lipach zasadzonych korzeniami do góry. Według tradycji śmierć męczenników była przyjęta godnie, z pieśnią „Salve Regina” na ustach.

## Dominikanie

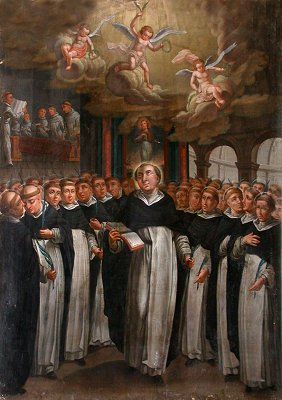
Błogosławieni sandomierscy dominikanie

Świątynia Jakubowa istniała tu przed postawieniem kościoła dominikańskiego i związana była prawdopodobnie z chrystianizacją Polski oraz szlakami św. Jakuba, a nawet wyprawami krzyżackimi. Od 1226 roku kościół związany jest z dominikanami, którzy tuż obok kościoła wybudowali budynki klasztorne oraz utworzyli konwent św. Jakuba. Decyzja o sprowadzeniu zakonu dominikańskiego podjęta została przez biskupa krakowskiego Iwona Odrowąża i podyktowana była chęcią wzmocnienia wiary ludu ziemi sandomierskiej. W najbliższej okolicy znajdowali się cystersi (Koprzywnica) oraz benedyktyni (Święty Krzyż), jednak zakony te – mimo wielkiego wpływu na rozwój cywilizacyjny regionu – nie zajmowały się pracą duszpasterską (cystersi posiadali nawet osobne budynki kościelne dla ludności cywilnej). Dominikanie według swego założenia mieli pracować ściśle duszpastersko. Aby wzmocnić ich pracę, w tym samym roku biskup Odrowąż ufundował w bliskiej okolicy kościoła św. Jakuba kościół Nawrócenia św. Pawła, gdzie powstała parafia. Bracia dominikanie szybko znaleźli uznanie wśród miejscowej ludności, z którą łączyły ją najcięższe chwile miasta (najazd tatarski, najazd kozacki, pomoc powstańcom). W celu uniknięcia sytuacji z 1260 roku, przy ponownej lokacji miasta w 1289 roku, z nadania księcia krakowskiego i sandomierskiego Leszka Czarnego, bracia otrzymali teren na budowę drugiego domu na terenie grodu, w obrębie murów obronnych. Sandomierz posiadał więc dwa konwenty dominikańskie – św. Jakuba i będący w jego zależności św. Marii Magdaleny. Oba konwenty łączyła droga, której pozostałość do dziś symbolizuje tzw. ucho igielne – furta dominikańska. Kościół i dobudowany do niego klasztor św. Marii Magdaleny istniał do 1807 roku. Po tym, gdy dominikanie przenieśli się do konwentu św. Jakuba, kościół św. Marii Magdaleny popadł w ruinę i ostatecznie został rozebrany w drugiej połowie XIX wieku. Za sprzyjanie powstańcom styczniowym zakon kaznodziejski został skasowany w 1864 roku przez rosyjskie władze carskie, a budynki przyklasztorne zamieniono na koszary wojsk kozackich. Dominikanów 27 listopada 1864 roku przewieziono do Klimontowa, jednak bez prawa przyjmowania nowych braci. Ostatni dominikanin zmarł w klimontowskim klasztorze św. Jacka i Najświętszej Marii Panny w 1901 roku. Na początku XX wieku podupadłą świątynię przejęło miasto, które zabezpieczyło zabytek przed całkowitą dewastacją.
Do Sandomierza dominikanie powrócili dopiero w 2001 roku po 137 latach nieobecności. Decyzją biskupa Wacława Świerzawskiego i prowincjała Macieja Zięby w Wigilię święta Zesłania Ducha Świętego i jednocześnie w liturgiczne wspomnienie Męczeństwa Sadoka i Braci Dominikanów uroczyście wprowadzono nowych zakonników do kościoła. Mimo licznych innych kościołów, braku własnej parafii, oddalenia od centrum i stosunkowo trudnego dostępu msze w kościele cieszą się wielką popularnością wśród sandomierzan.
20 lutego 2018 Kapituła Polskiej Prowincji Dominikanów utworzyła w Sandomierzu konwent św. Jakuba Apostoła. Wiąże się to z tym, że na czele konwentu stoi przeor, a nie jak dotychczas przełożony domu.

### Współcześni rektorzy i przeorowie kościoła
- 2001–2008 – Andrzej Konopka OP (rektor)
- 2008–2015 – Wojciech Krok OP (rektor)
- 2015–2018 – Michał Śliż OP (rektor)
- 2018–2024 – Marcin Lisak OP (przeor)[15]
- od 25 marca 2024 – Maciej Kosiec OP (przeor)[16]

## Pomnik historii

Logo „Pomnik Historii”

22 listopada 2017 r. decyzją Prezydenta RP Andrzeja Dudy na wniosek Ministra Kultury i Dziedzictwa Narodowego Piotra Glińskiego, po uzyskaniu opinii Rady Ochrony Zabytków, wpisano sandomierski historyczny zespół architektoniczno-krajobrazowy na listę pomników historii, przyznawany zabytkom nieruchomym o szczególnej wartości historycznej, naukowej i artystycznej, utrwalonym w powszechnej świadomości i mającym duże znaczenie dla dziedzictwa kulturalnego Polski. Obszar tego pomnika obejmuje zabytki sandomierskiej starówki, w tym między innymi bazylikę katedralną, sandomierskie kościoły pw. Nawrócenia świętego Pawła, pw. św. Jakuba, pw. św. Michała, pw. św. Józefa, pw. Ducha Świętego, Dom Długosza, średniowieczny układ urbanistyczny miasta, Brama Opatowska, ratusz, Collegium Gostomianum, Wąwóz Królowej Jadwigi i Wąwóz Piszczele.

## Serial „Ojciec Mateusz”
Brama romańska kościoła jakubowego pojawia się w czołówce serialu.

## Małopolska Droga Świętego Jakuba

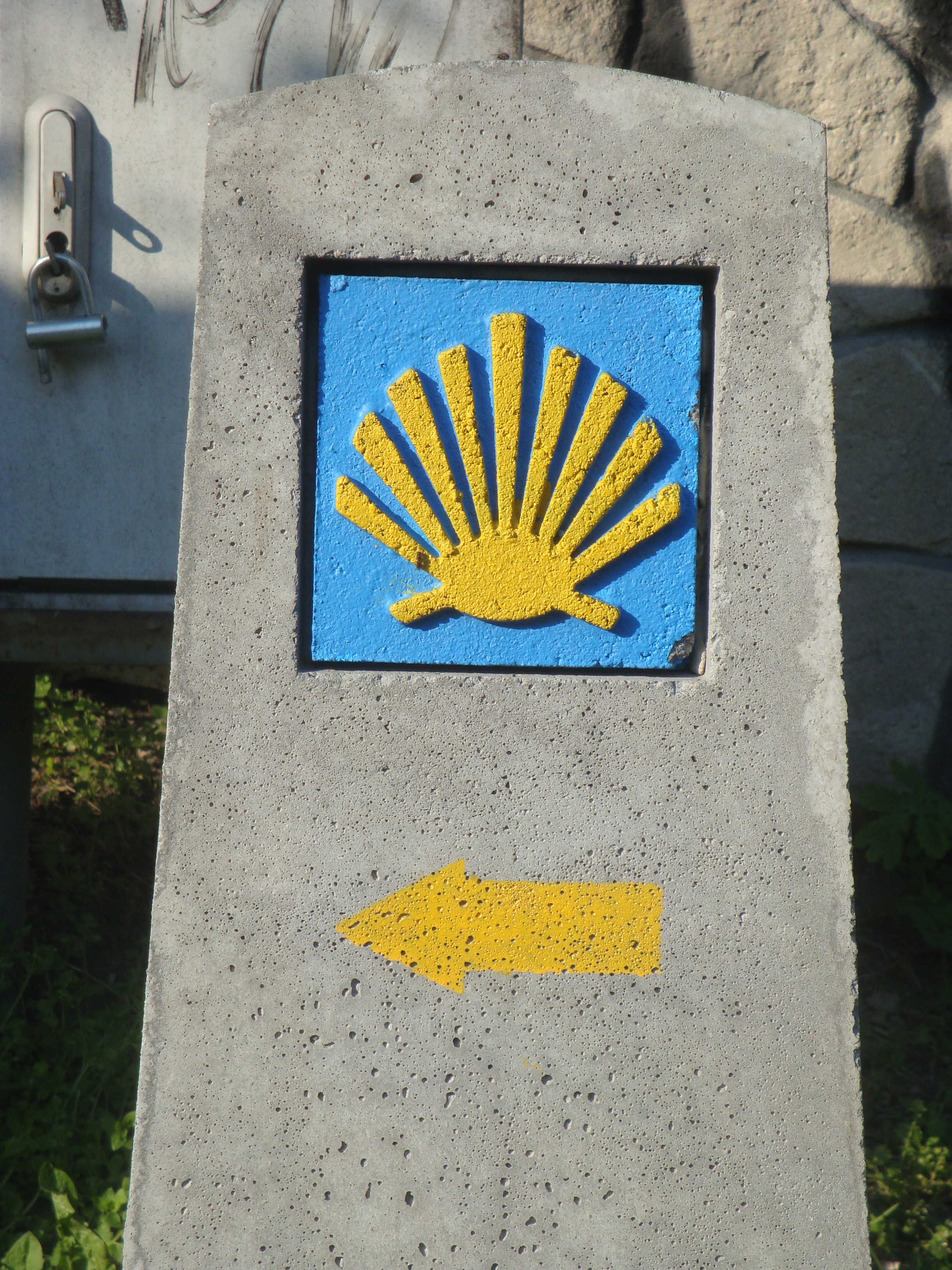
Początek Małopolskiej trasy św. Jakuba w Sandomierzu, tuż obok kościoła

W 2009 r. otwarto Małopolską Drogę Świętego Jakuba, prowadzącą z Sandomierza do Krakowa – Tyńca. Trasa jest odzwierciedleniem dawnej średniowiecznej drogi do Santiago de Compostela i związana jest z pielgrzymowaniem do grobu św. Jakuba. Pierwszym etapem tej Drogi jest Kościół św. Jakuba w Sandomierzu. Droga ta, w połączeniu z innymi później tworzonymi drogami na Śląsku i Morawach, ma się ostatecznie połączyć ze szlakami w Czechach, Niemczech, Francji i Hiszpanii w zwarty szlak prowadzący do Santiago de Compostela. W przyszłości planowane jest otwarcie odcinka z Lublina do Sandomierza. Kościół św. Jakuba stałby się ostatnim etapem lubelskiego odcinka dróg jakubowych.

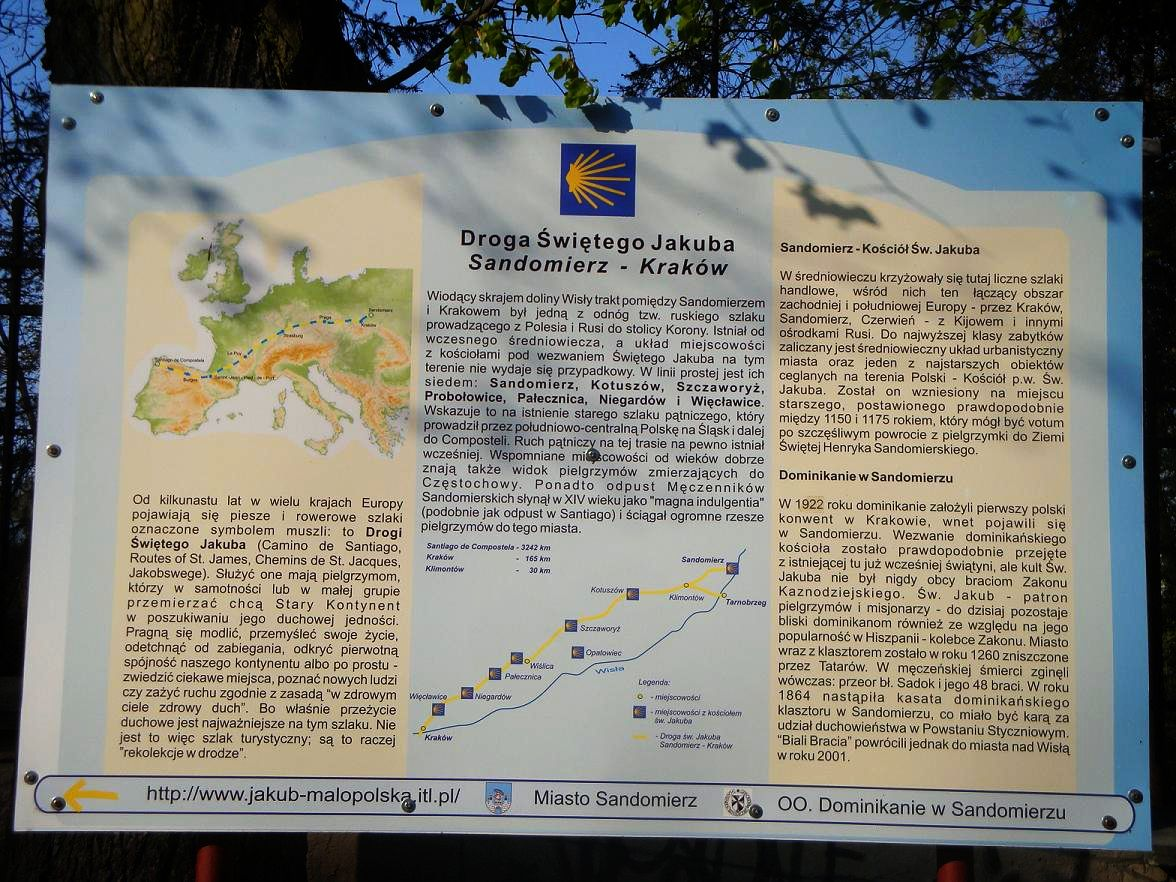
Tablica informacyjna tuż przy kościele św. Jakuba

## Via Jagiellonica
Od 2010 r. kościół leży na Szlaku Jagiellońskim, który łączy Kraków z Lublinem i Wilnem.

### Dominikanie w okolicy
- klasztor dominikanów w Tarnobrzegu
- podominikański kościół Najświętszej Maryi Panny i św. Jacka w Klimontowie
- podominikańskie Sanktuarium Matki Bożej Różańcowej Łaskawej w Janowie Lubelskim
- klasztor dominikanek oraz kościół św. Gertrudy i św. Michała w Tarnobrzegu-Wielowsi

### Zabytki średniowieczne w regionie
- pocysterski kościół św. Floriana w Koprzywnicy
- kolegiata św. Marcina w Opatowie
- Kaplica św. Jacka w Tarnobrzegu – założona według tradycji w tym samym czasie co konwent św. Jakuba przez św. Jacka, współczesna kaplica z XIX i XX wieku